# Richmond Bridge
Richmond Bridge je silniční obloukový most v londýnské místní části Richmond. Překonává řeku Temži. Je nejstarším dodnes existujícím mostem v oblasti Velkého Londýna.
Na místě dnešního mostu byl provozován přívoz, která existoval již od normanských dob. V roce 1772 navrhl tehdejší majitel přívozy William Windham nahrazení přívozů za dřevěný most; obyvatelé Richmondu byli proti stavbě dřevěného mostu a proto padlo rozhodnutí postavit kamenný most. Architekty mostu byly James Paine a Kenton Couse. Jeho výstavba byla zahájena 23. srpna 1774. Most byl otevřen pro pěší v září 1776 a pro silniční provoz 12. ledna 1777, ale jeho výstavba byla ukončena v prosinci 1777. Celková délka mostu činí 91 m a jeho původní šířka činila 7,54 m. Hlavní rozpětí mělo délku 18 m. Do 25. března 1859 bylo na mostě vybíráno mýtné. V roce 1934 byl most rozšířen o 3,4 m a v letech 1937 - 1939 byl rozšířen na dnešních 11 m.